# Rom (pel·lícula)
Rom és una pel·lícula de drama romàntic danès del 2024. La pel·lícula és dirigida per Niclas Bendixen, que també va ser-ne el guionista juntament amb Kristian Halken i Christian Torpe. S'ha doblat i subtitulat al català, així com es disposa una versió amb audiodescripció en català.
La pel·lícula es va estrenar a Suècia el 5 d'abril de 2024, amb distribució d'Scanbox Entertainment.

## Sinopsi
La pel·lícula gira al voltant de la Gerda i en Kristoffer que, per celebrar el seu quarantè aniversari de casament, van a Roma per passar-hi un llarg cap de setmana. Allà coneixen en Johannes, l'antic professor d'art de la Gerda. El que en Kristoffer no sap és que la Gerda i en Johannes van tenir una relació quan ella era alumna seva.

## Repartiment
- Bodil Jørgensen – Gerda
- Rolf Lassgård – Johannes
- Kristian Halken – Kristoffer